# Résolution 1027 du Conseil de sécurité des Nations unies
Membres permanents
- Chine
- États-Unis
- France
- Royaume-Uni
- Russie

Membres non permanents
- Allemagne
- Argentine
- Botswana
- Honduras
- Indonésie
- Italie
- Nigéria
- Oman
- République tchèque
- Rwanda

Résolution no 1026 Résolution no 1028
La résolution 1027 du Conseil de sécurité des Nations unies a été adoptée à l'unanimité le 30 novembre 1995. Après avoir rappelé les résolutions précédentes, notamment la résolution 983 (1995) sur la Macédoine, la résolution a prorogé le mandat de la Force de déploiement préventif des Nations unies (FORDEPRENU) jusqu'au 30 mai 1996. 
Le Conseil de sécurité a réaffirmé son attachement à l'indépendance, à la souveraineté et à l'intégrité territoriale de la Macédoine et a réitéré sa préoccupation face à tout développement susceptible de menacer sa stabilité. À cet égard, le mandat de la FORDEPRENU a été prorogé jusqu'au 30 mai 1996 et elle a été exhortée à poursuivre sa coopération avec l'Organisation pour la sécurité et la coopération en Europe. Il a été demandé que les demandes d'assistance à la FORDEPRENU formulée par le secrétaire général soient examinée favorablement. Le 31 janvier 1996, le secrétaire général Boutros Boutros-Ghali a été prié de faire rapport au Conseil sur tout développement affectant le mandat de la FORDEPRENU.

## Voir également
- Guerre de Bosnie-Herzégovine
- Dislocation de la Yougoslavie
- Guerre de Croatie
- Guerres de Yougoslavie